# Кащенці
Ка́щенці — село в Україні, у Білогірській селищній територіальній громаді Шепетівського району Хмельницької області. Населення становить 624 особи.

## Історія
Згідно відомостей, які є в нашому розпорядженні, с. Кащенці має більш як 400-річну давність. Назва цього села походить від різновидностей назв лісової місцевості: «хаща», «кущі».
7 (20) листопада 1917 року, відповідно до Третього Універсалу Української Центральної Ради, увійшло до складу Української Народної Республіки.
22 травня 2015 року в Ставищанах пройшли збори місцевої сільської релігійної громади — щодо визначення релігійної юрисдикції вірян в селі. Переважна більшість обрала УПЦ Київського Патріархату. До релігійної громади входить також село Кащенці, жителі якого підтримали ставищан
12 червня 2020 року, відповідно до розпорядження Кабінету Міністрів України № 727-р «Про визначення адміністративних центрів та затвердження територій територіальних громад Хмельницької області», увійшло до складу Білогірської селищної громади.
19 липня 2020 року, в результаті адміністративно-територіальної реформи та ліквідації Білогірського району, село увійшло до складу новоутвореного Шепетівського району.

## Історико-культурні пам'ятки
На північ від села в ХІХ столітті виявлено курган.
Маєток Беньковського з парком. Каштановий парк та більша частина панської забудови знищені в 70-х роках рішенням районного комітету КПРС. Решта після перебудови використовувалася під приміщення МТС. Наразі частково збереглися завалений сміттям панський льох та майже розібране селянами на цеглу господарське приміщення маєтку Беньковського.
Дерев'яна православна церква кін. ХІХ — поч. ХХ ст, перероблена за радянської влади в Будинок культури.
Військові казарми незбудованого військового містечка 30-х років, які використовувалися як фермерські будівлі.

## Населення
За переписом населення України 2001 року в селі мешкало 624 осіб.
У 2020 році чисельність населення становила ▼473 особи.

## Уродженці
- Ковалюк Василь Митрофанович (1937—2000) — український письменник.